# Kunsziget, Győr-Moson-Sopron
Kunsziget  este un sat în districtul Győr, județul Győr-Moson-Sopron, Ungaria, având o populație de 1.216 locuitori (2011). 

## Demografie
Componența etnică a satului Kunsziget
     Maghiari (97,56%)
     Germani (1,69%)
     Romi (0,75%)
Componența confesională a satului Kunsziget
     Romano-catolici (68,01%)
     Fără religie (4,69%)
     Reformați (1,32%)
     Necunoscută (24,92%)
     Alte religii (1,4%)
Conform recensământului din 2011, satul Kunsziget avea 1.216 locuitori. Din punct de vedere etnic, majoritatea locuitorilor (97,56%) erau maghiari, cu o minoritate de germani (1,69%).  Din punct de vedere confesional, majoritatea locuitorilor (68,01%) erau romano-catolici, existând și minorități de persoane fără religie (4,69%) și reformați (1,32%). Pentru 24,92% din locuitori nu este cunoscută apartenența confesională.